# John Horam, Baron Horam

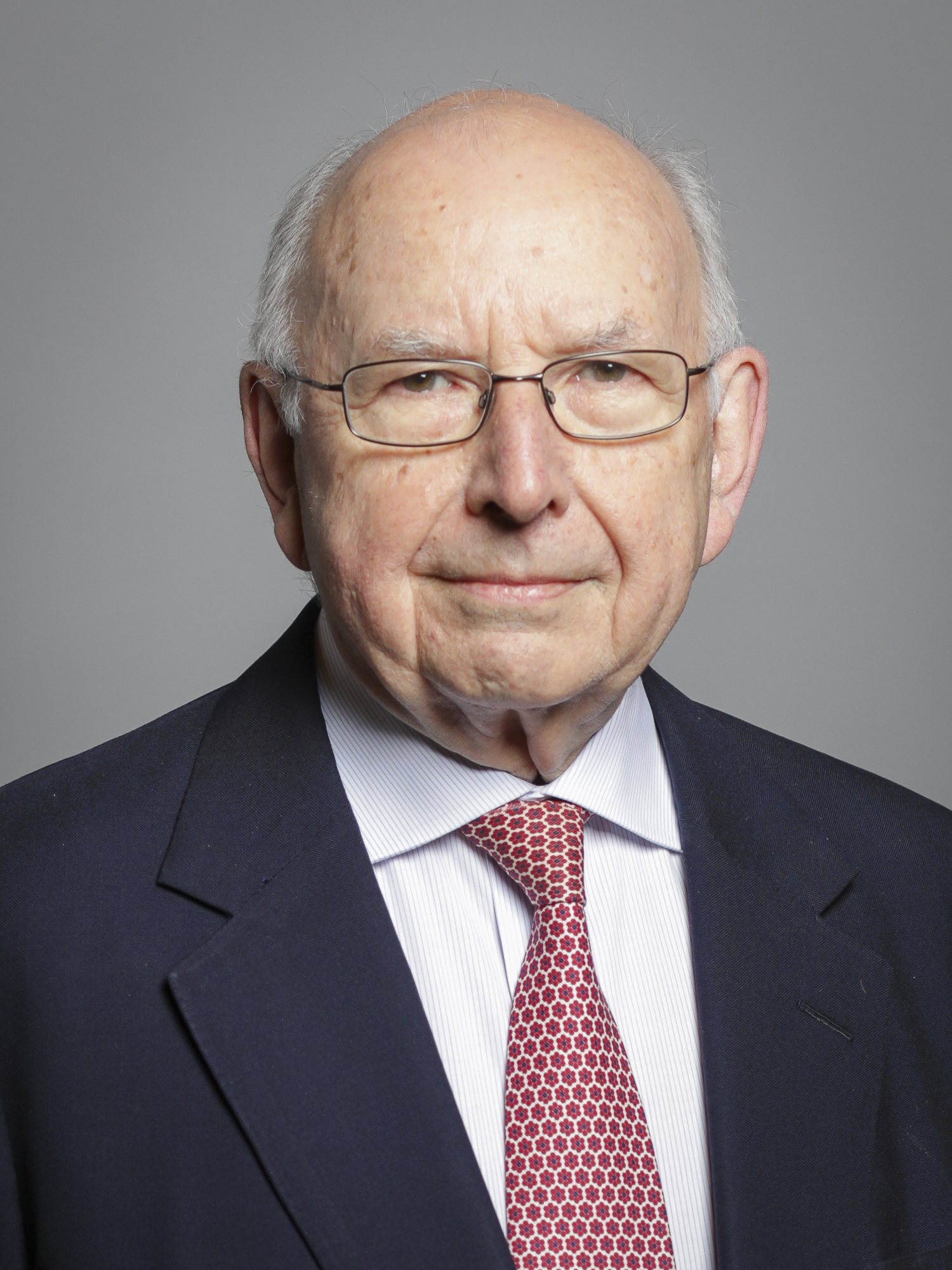
John Horam, Baron Horam

John Horam, Baron Horam (* 7. März 1939 in Preston, Lancashire) ist ein britischer konservativer Politiker und Mitglied des House of Lords.
John Horam studierte am St Catharine’s College an der Universität Cambridge Geschichte und Wirtschaftswissenschaften. Nach zwei Jahren Tätigkeit für den Süßwarenhersteller Rowntree’s wechselte er 1962 als Journalist zunächst zur Financial Times und dann zum Economist. 1968 kehrte bei der CRU Group als Manager in die Wirtschaft zurück.
1970 wurde Horam für die Labour Party als Abgeordneter für den Wahlkreis Gateshead West in das House of Commons gewählt. 1981 wechselte er von der Labour Party zu deren rechter Abspaltung der SDP. Bei den Parlamentswahlen 1983 gelang es ihm nicht, im Wahlkreis Newcastle upon Tyne Central zu gewinnen, und er schied aus dem Unterhaus aus. Er kehrte daraufhin zur CRU Group zurück. Bei den Parlamentswahlen 1992 trat er diesmal für die Conservative Party, zu der 1987 gewechselt war, im Wahlkreis Orpington an und gewann diesen. John Horram gewann den Wahlkreis auch bei den drei folgenden Wahlen mit deutlicher Mehrheit aber entschied sich, zur Parlamentswahl 2010 nicht mehr anzutreten.
Horams politische Karriere ist bemerkenswert, weil er für drei unterschiedliche Parteien im House of Commons saß und dabei zunächst für die Labour Party von 1976 bis 1979 das Transportministerium und dann für die Conservative Party das Cabinet Office sowie das Gesundheitsministerium führte. Darüber hinaus war er der wirtschaftspolitische Sprecher für die SDP im Unterhaus und Mitglied im Umweltausschuss sowie dem Auswärtigen Ausschuss für die Conservative Party.
Am 4. September 2013 wurde John Horam als Baron Horam, of Grimsargh in the County of Lancashire, als Life Peer Mitglied des House of Lords.

## Sonstige Veröffentlichungen
- John Horam im Hansard (englisch)

| Personendaten    | Personendaten            |
| ---------------- | ------------------------ |
| NAME             | Horam, John, Baron Horam |
| ALTERNATIVNAMEN  | Horam, John              |
| KURZBESCHREIBUNG | britischer Politiker     |
| GEBURTSDATUM     | 7. März 1939             |
| GEBURTSORT       | Preston, Lancashire      |